# Hoemul-li
Hoemul-li är ett samhälle i Nordkorea.   Det ligger i provinsen Hambuk, i den nordöstra delen av landet, 400 km nordost om huvudstaden Pyongyang. Hoemul-li ligger 3 meter över havet och antalet invånare är 11 681.
Terrängen runt Hoemul-li är platt åt sydost, men åt nordväst är den kuperad. Havet är nära Hoemul-li åt nordost. Runt Hoemul-li är det ganska tätbefolkat, med 60 invånare per kvadratkilometer. Närmaste större samhälle är Kyŏngsŏng, 17,9 km norr om Hoemul-li. Trakten runt Hoemul-li består till största delen av jordbruksmark.